# Russkij rieportior
Russkij rieportior (ros. Русский репортёр) – rosyjski tygodnik, wydawany przez spółkę akcyjną „Grupa Ekspert”. Numer pierwszy ukazał się 17 maja 2007 roku w Jekaterynburgu, Nowosybirsku, Rostowie nad Donem i Samarze i dopiero po upływie kilku miesięcy znalazł się w sprzedaży w Moskwie, gdzie znajduje się siedziba magazynu. Redaktorem naczelnym jest Witalij Lejbin, stałą zaś współpracowniczką m.in. dziennikarka i pisarka Anna Starobiniec, autorka książek „Szczeliny” (Переходный возраст), „Schron 7/7” (Убежище 3/9) oraz „Gwałtowne ochłodzenie” (Резкое похолодание).